# Schtreimel

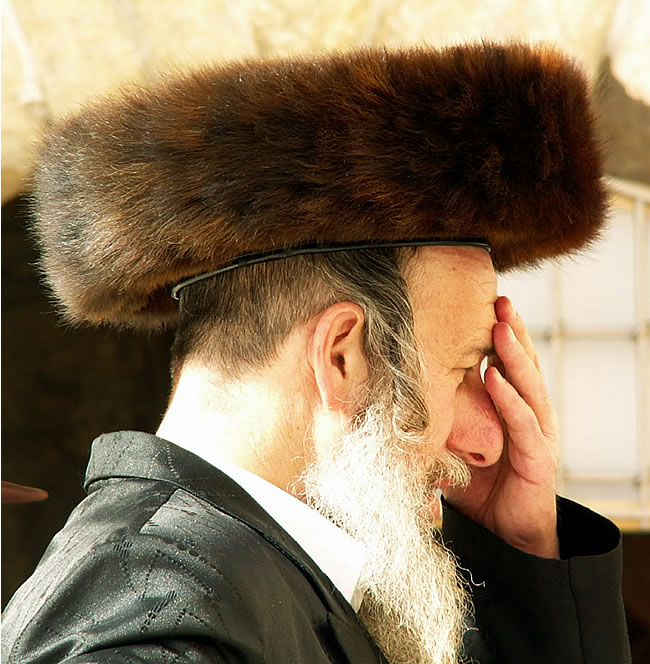
Juif orthodoxe portant un schtreimel à Jérusalem.

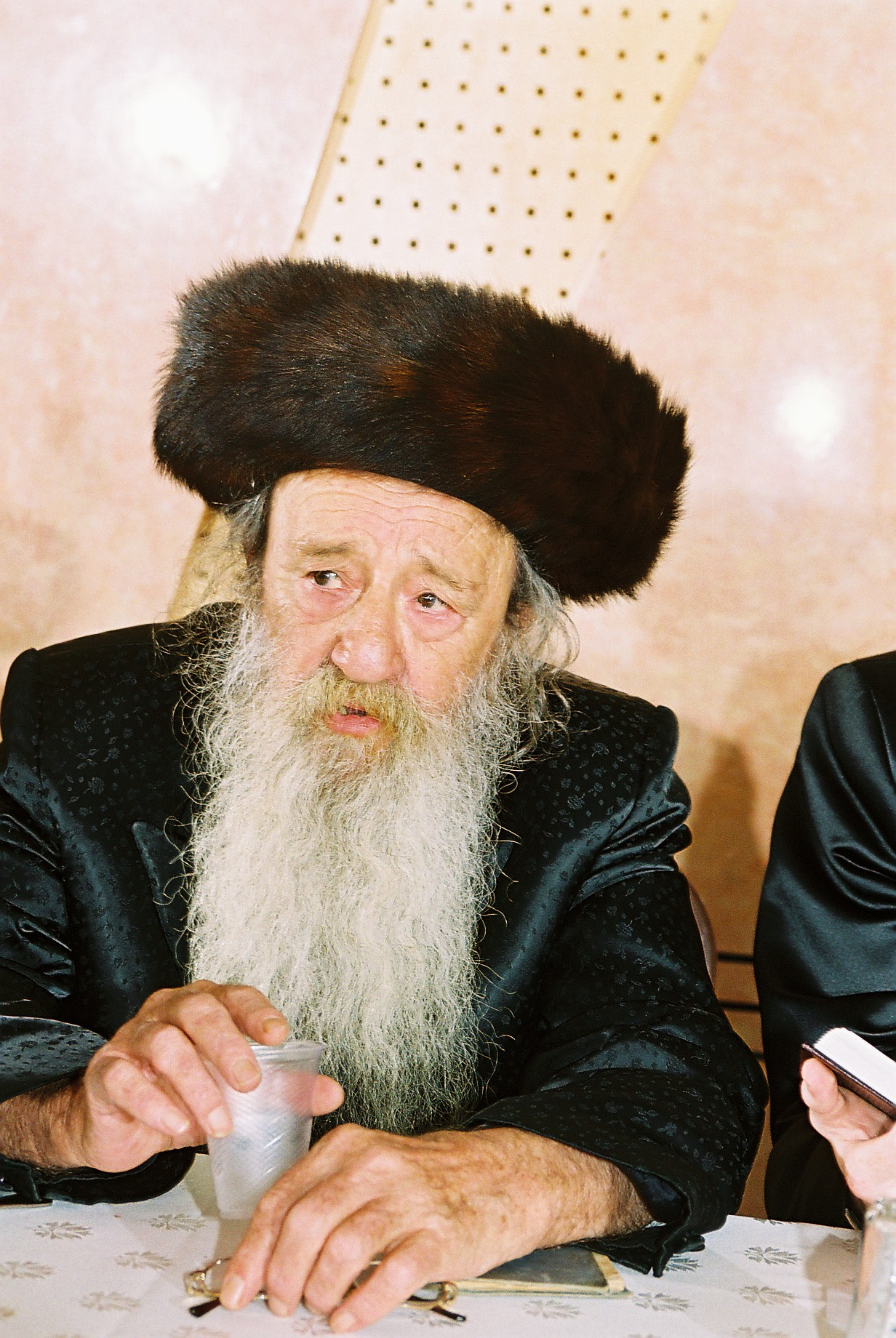
Moshe Yaakov Weiss portant un schtreimel.

Le schtreimel (Yiddish: שטרײַמל, pl. שטרײַמלעך shtreimlech) est un chapeau de fourrure porté par de nombreux Juifs, plus particulièrement — pas exclusivement — par des membres de groupes hassidiques, pendant le shabbat, les fêtes religieuses et autres célébrations. Dans certaines familles, plus particulièrement celles de Jérusalem, les garçons portent le schtreimel seulement après leur mariage.

## Description
Le schtreimel est un chapeau de fourrure à large bord fait de treize queues, en règle générale, de zibeline canadienne ou russe, parfois de martre, fouine ou même de renard gris américain. Ces treize queues sont censées représenter les treize aspects de la miséricorde divine. Le schtreimel est la pièce de l’habillement hassidique la plus chère, son prix pouvant aller de 1 500 € à 4 500 €. Habituellement, le père de la mariée achète le schtreimel du futur époux pour ses noces. Il est désormais coutume d’acheter deux schtreimels. L’un, meilleur marché (environ 600-1 200 €), appelé regen schtreimel (« schtreimel de pluie »), s’emploie quand le schtreimel plus onéreux pourrait être endommagé. Il existe des fabricants de schtreimels à Montréal, en Israël et à New York.

## Histoire
Ce chapeau à large bord entouré de zibeline, jadis en vogue chez les Tatars,, était initialement une adaptation à l’hiver continental d’Europe orientale, protégeant du soleil éclatant et de la neige, avant de devenir un élément identitaire des Hassidim, à côté du spodik porté surtout par les Gerrer de Pologne, de Lituanie et de Biélorussie.
Le schtreimel est notamment porté à Anvers.
Ce chapeau religieux bénéficie en Israël d'une dérogation à l'interdiction totale du commerce de fourrure animale (importée ou non).

## Culture

### Cinéma
Dans le film Les Aventures de Rabbi Jacob (Gérard Oury, 1973), Louis de Funès, déguisé en Rabbi Jacob, porte un schtreimel, occasionnant une scène drôle lorsqu'il croise la mère de son potentiel gendre portant un chapeau de fourrure.